# Sava Dolinka
Sava Dolinka je řeka na pomezí Julských Alp a Karavanek ve Slovinsku. Je 47 km dlouhá. Povodí má rozlohu přibližně 521 km².

## Průběh toku
Řeka Sava Dolinka pramení v mokřadu Zelenci ve vesnici Podkorno. Teče na východ přes Kranjskou Goru a Jesenice na východ. U Žirovnice se stáčí na jih protéká ve vzdálenosti 2 km východně od Bledského jezera. Západně od města Radovljica se stéká se Savou Bohinjkou přitékající ze západu a tvoří tak levou zdrojnici Sávy.

### Přítoky
- pravé – Pišnica, Martuljek, Beli potok, Triglavska Bistrica, Radovna, Rečica
- levé – Jerman, Belca, Sedučnikov potok, Mlinca, Presušnik, Dobršnik, Svobodni potok, Ukova, Javornik, Koroška Bela, Sevnik, Završnica

## Vodní režim
Průměrný průtok vody u Jesenice činí 10 m³/s.